# 维勒雷
维勒雷（法語：Villerest，法語發音：[vilʁɛ]）是法国卢瓦尔省的一个市镇，属于罗阿讷区。

## 地理
维勒雷（45°59'36"N, 4°2'12"E）面积14.82 平方千米，位于法国奥弗涅-罗讷-阿尔卑斯大区卢瓦尔省，该省份为法国中南部省份，北起顺时针与索恩-卢瓦尔省、罗讷省、伊泽尔省、阿尔代什省、上盧瓦爾省、多姆山省和阿列省接壤。
与维勒雷接壤的市镇（或旧市镇、城区）包括：里奥尔日、科梅勒-韦尔奈、朗蒂尼、乌什、罗阿讷、圣让-卢瓦尔河畔圣莫里斯。
维勒雷的时区为UTC+01:00、UTC+02:00（夏令时）。

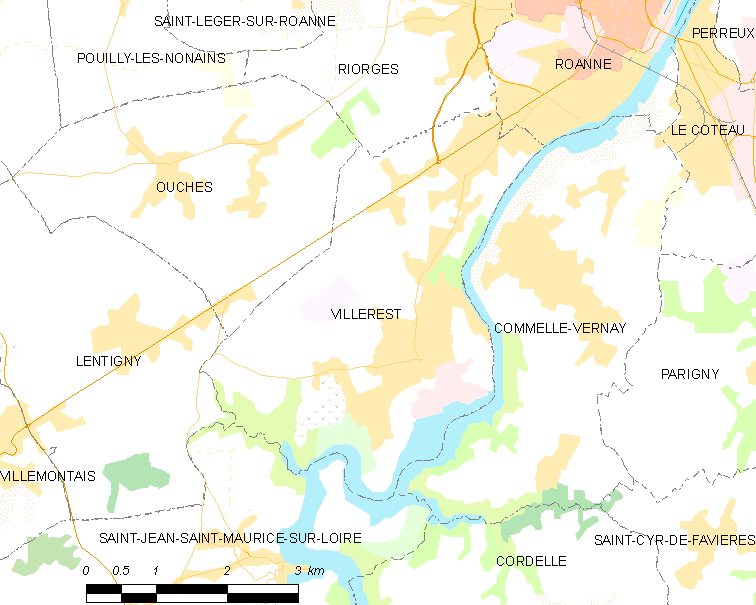
维勒雷的OSM定位图

## 行政
维勒雷的邮政编码为42300，INSEE市镇编码为42332。

## 政治
维勒雷所属的省级选区为罗阿讷第二县。

## 人口

1962-2008年间维勒雷人口变化图示

维勒雷于2022年1月1日时的人口数量为5175人。